# Eurodryas praeclara
Eurodryas praeclara är en fjärilsart som beskrevs av Kane 1893. Eurodryas praeclara ingår i släktet Eurodryas och familjen praktfjärilar. Inga underarter finns listade i Catalogue of Life.